# Costume Designers Guild
Pour les articles homonymes, voir CDG.
La Costume Designers Guild (en abrégé CDG) est une société de l'industrie cinématographique américaine regroupant les costumiers, fondée en 1953. Elle fait partie depuis 1986 de l'Alliance internationale des employés de scène, de théâtre et de cinéma. Elle compte en tant que membres environ 900 professionnels du cinéma et de la télévision dans les métiers du costume. Elle a son siège à Los Angeles et publie un trimestriel appelé The Costume Designer.
Elle remet chaque année les Costume Designers Guild Awards (CDG Awards).

## Costume Designers Guild Awards
Depuis 1999, la CDG organise les Costume Designers Guild Awards (CDG Awards) chaque année au mois de février et distribue des récompenses dans le domaine du costume.

### Catégories de récompense
- Meilleurs costumes pour le cinéma (Excellence in Costume Design for Film)
- Meilleurs costumes contemporains dans un film (Excellence in Contemporary Film)
- Meilleurs costumes de film fantastique (Excellence in Fantasy Film)
- Meilleurs costumes d'époque dans un film fantastique (Excellence in Period/Fantasy Film)
- Meilleurs costumes d'époque dans un film (Excellence in Period Film)
- Film contemporain
- Film d'époque, de fantasy, fantastique ou science-fiction (2000-2005)
- Film d'époque (depuis 2006)
- Film fantastique ou de science-fiction (depuis 2006)
- Série télévisée
- Série télévisée d'époque, fantastique ou descience-fiction
- Série télévisée d'époque
- Série télévisée de variété, téléréalité ou en direct
- Série télévisée contemporaine
- Téléfilm ou mini-série (depuis 2006)
- Spot publicitaire (depuis 2003)

### Palmarès

#### Années 1990
- 1999 :
  - Film : Judianna Makovsky pour Pleasantville

#### Années 2000
- 2000 :
  - Film contemporain : Julie Weiss pour American Beauty
  - Film en costumes d'époque, de fantasy, fantastique ou science-fiction : Colleen Atwood pour Sleepy Hollow
- 2001 :
  - Film contemporain : Jeffrey Kurland pour Erin Brockovich, seule contre tous
  - Film en costumes d'époque, de fantasy, fantastique ou science-fiction : Rita Ryack pour Le Grinch
- 2002 :
  - Film contemporain : Karen Patch pour La Famille Tenenbaum
  - Film en costumes d'époque, de fantasy, fantastique ou science-fiction : Judianna Makovsky pour Harry Potter à l'école des sorciers
  - Meilleurs costumes d'époque dans un film fantastique : La Planète des singes (2001) (Planet of the Apes) – Colleen Atwood
- 2003 :
  - Film contemporain : Wendy Chuck pour Monsieur Schmidt
  - Film d'époque, de fantasy, fantastique ou science-fiction : Colleen Atwood pour Chicago
  - Meilleurs costumes d'époque dans un film fantastique : Les Sentiers de la perdition (Road to Perdition) – Albert Wolsky
- 2004 :
  - Film contemporain : Durinda Wood pour A Mighty Wind
  - Film d'époque, de fantasy, fantastique ou science-fiction : Ngila Dickson pour Le Seigneur des anneaux : Le Retour du roi
- 2005 :
  - Film contemporain : Milena Canonero pour La Vie aquatique
  - Film d'époque, de fantasy, fantastique ou science-fiction : Colleen Atwood pour Les Désastreuses Aventures des orphelins Baudelaire
- 2006 :
  - Film contemporain : Danny Glicker pour Transamerica
  - Film d'époque : Colleen Atwood pour Mémoires d'une geisha
  - Film de fantasy, fantastique ou science-fiction : Isis Mussenden pour Le Monde de Narnia : Le Lion, la Sorcière blanche et l'Armoire magique
- 2007 :
  - Film contemporain : Consolata Boyle pour The Queen
  - Film d'époque : Yee Chung-Man pour La Cité interdite
  - Film de fantasy, fantastique ou science-fiction : Lala Huete pour Le Labyrinthe de Pan
- 2008 :
  - Film contemporain : Julie Weiss pour Les Rois du patin
  - Film d'époque : Colleen Atwood pour Sweeney Todd : Le Diabolique Barbier de Fleet Street
  - Film de fantasy, fantastique ou science-fiction : Ruth Myers pour À la croisée des mondes : La Boussole d'or
- 2009 :
  - Film contemporain : Suttirat Larlarb pour Slumdog Millionaire
  - Film d'époque : Michael O'Connor pour The Duchess
  - Film de fantasy, fantastique ou science-fiction : Lindy Hemming pour The Dark Knight : Le Chevalier noir
  - Meilleurs costumes pour un film fantastique : Le Monde de Narnia : Le Prince Caspian (The Chronicles of Narnia: Prince Caspian) – Isis Mussenden

#### Années 2010
- 2010 :
  - Film contemporain : Doug Hall pour Crazy Heart
  - Film d'époque : Sandy Powell pour Victoria : Les Jeunes Années d'une reine
  - Film en costumes d'époque : Catherine Leterrier – Coco avant Chanel
  - Film de fantasy, fantastique ou science-fiction : Monique Prudhomme pour L'Imaginarium du docteur Parnassus
  - Série télévisée contemporaine : Lou Eyrich pour Glee
  - Série télévisée historique ou de fantasy : Katherine Jane Bryant pour Mad Men
  - Téléfilm ou mini-série : Catherine Marie Thomas pour Grey Gardens
- 2011 :
  - Film contemporain : Amy Westcott pour Black Swan
  - Film d'époque : Jenny Beavan pour Le Discours d'un roi
  - Film de fantasy, fantastique ou science-fiction : Colleen Atwood pour Alice au pays des merveilles
  - Série télévisée contemporaine : Lou Eyrich pour Glee
  - Série télévisée historique ou de fantasy : John A. Dunn, Lisa Padovani pour Boardwalk Empire
  - Téléfilm ou mini-série : Cindy Evans pour Temple Grandin
- 2012 :
  - Film contemporain : Trish Summerville pour Millénium : Les Hommes qui n'aimaient pas les femmes (The Girl with the Dragon Tattoo)
  - Film d'époque : Arianne Phillips pour W.E.
  - Film de fantasy, fantastique ou science-fiction : Jany Temime pour Harry Potter et les Reliques de la Mort
  - Série télévisée contemporaine : Jennifer Eve, Lou Eyrich pour Glee
  - Série télévisée historique ou de fantasy : John A. Dunn, Lisa Padovani pour Boardwalk Empire
  - Téléfilm ou mini-série : Susannah Buxton pour Downton Abbey
- 2013 :
  - Film contemporain : Jany Temime pour Skyfall
  - Film d'époque : Jacqueline Durran pour Anna Karénine
  - Film de fantasy, fantastique ou science-fiction : Eiko Ishioka pour Blanche-Neige
  - Série télévisée contemporaine : Molly Maginnis pour Smash
  - Série télévisée historique ou de fantasy : Caroline McCall pour Downton Abbey
  - Téléfilm ou mini-série : Lou Eyrich pour American Horror Story, saison 2
- 2014 :
  - Film contemporain : Suzy Benzinger pour Blue Jasmine
  - Film en costumes d'époque : Patricia Norris pour 12 Years a Slave
  - Film de fantasy, fantastique ou science-fiction : Trish Summerville pour Hunger Games : L'Embrasement
  - Série télévisée contemporaine : Tom Broecker pour House of Cards
  - Série télévisée historique ou de fantasy : Caroline McCall pour Downton Abbey
  - Téléfilm ou mini-série :  Ellen Mirojnick pour Ma vie avec Liberace
- 2015[1] :
  - Film contemporain : Albert Wolsky pour Birdman
  - Film en costumes contemporains : Kingsman : Services secrets (Kingsman: The Secret Service) – Arianne Phillips
  - Film en costumes d'époque : Milena Canonero pour The Grand Budapest Hotel
  - Film de fantasy, fantastique ou science-fiction : Colleen Atwood pour Into the Woods
  - Série télévisée contemporaine : Jenny Eagan pour True Detective
  - Série télévisée historique ou de fantasy : Michele Clapton pour Game of Thrones
  - Téléfilm ou mini-série : Lou Eyrich pour American Horror Story: Freak Show
  - Publicité : Christopher Lawrence pour Army "Defy Expectations, Villagers"
- 2016[2] :
  - Film contemporain : Jenny Eagan pour Beasts of No Nation
  - Film en costumes d'époque : Paco Delgado pour Danish Girl
  - Film de fantasy, fantastique ou science-fiction : Jenny Beavan pour Mad Max: Fury Road
  - Série télévisée contemporaine : Lou Eyrich pour American Horror Story: Hotel
  - Série télévisée historique ou de fantasy : Michele Clapton pour Game of Thrones
  - Court-métrage : Julie Vogel pour la publicité Most Interesting Man in the World Wins on Land, Sea & Air, Dos Equis
- 2017[3] :
  - Film contemporain : Mary Zophres pour La La Land
  - Film en costumes d'époque : Renee Ehrlich Kalfus pour Les Figures de l'ombre (Hidden Figures)
  - Film de fantasy, fantastique ou science-fiction : Alexandra Byrne pour Doctor Strange
  - Série télévisée contemporaine : Lou Eyrich et Helen Huang pour American Horror Story: Roanoke
  - Série télévisée historique ou de fantasy : Michele Clapton pour The Crown
  - Court-métrage : Ami Goodheart pour la publicité Pepsi: “Momotaro” Episode Four
- 2018[4] :
  - Film contemporain : Jennifer Johnson pour Moi, Tonya
  - Film en costumes contemporains : Kingsman : Le Cercle d'or (Kingsman: The Golden Circle) – Arianne Phillips
  - Film en costumes d'époque : Luis Sequeira pour La Forme de l'eau
  - Film de fantasy, fantastique ou science-fiction : Lindy Hemming pour Wonder Woman
  - Série télévisée contemporaine : Ane Crabtree pour The Handmaid’s Tale
  - Série télévisée historique ou de fantasy : Jane Petrie pour The Crown
  - Court-métrage : Kim Bowen pour le clip vidéo Beautiful Trauma de P!nk
- 2019[5] :
  - Film contemporain : Mary E. Vogt pour Crazy Rich Asians
  - Film en costumes d'époque : Sandy Powell pour La Favorite
  - Film de science-fiction ou fantastique :
    - Black Panther – Ruth E. Carter
    - Aquaman – Kym Barrett

  - Série télévisée de variété : Zaldy Goco pour RuPaul's Drag Race
  - Série télévisée contemporaine : Lou Eyrich et Allison Leach pour American Crime Story (épisode The Assassination of Gianni Versace)
  - Série télévisée d'époque ou fantastique : Donna Zakowska pour Mme Maisel, femme fabuleuse
  - Série télévisée de science-fiction : Sharen Davis pour Westworld
  - Court-métrage : Natasha Newman-Thomas pour le clip This Is America de Childish Gambino
  - Prix Spotlight : Glenn Close
  - Prix d'excellence : Ruth E. Carter
  - Prix aux services distingués : Betty Pecha Madden
  - Prix au collaborateur distingué : Ryan Murphy

#### Années 2020
2020
- Film contemporain : Jenny Eagan pour Knives Out
- Film d'époque : Mayes C. Rubeo pour Jojo Rabbit
- Film fantastique ou de science-fiction : Ellen Mirojnick pour Maléfique : Le Pouvoir du mal
- Série télévisée de variété, téléréalité ou en direct : Marina Toybina pour The Masked Singer
- Série télévisée contemporaine : Debra Hanson pour Bienvenue à Schitt's Creek (épisode The Dress)
- Série télévisée d'époque : Donna Zakowska pour Mme Maisel, femme fabuleuse (épisode It’s Comedy or Cabbage)
- Série télévisée de science-fiction ou fantastique: Michele Clapton pour Game of Thrones (épisode The Iron Throne)
- Court-métrage : Christopher Lawrence pour le clip publicitaire Star Wars Wing Walker de United Airlines

2021
- Film de science-fiction ou fantastique :
  - Le Voyage du Docteur Dolittle Dolittle - Jenny Beavan
  - Wonder Woman 1984 – Lindy Hemming

2022
- Film de science-fiction ou fantastique : The Suicide Squad – Judianna Makovsky